# Stazione di Seriate
La stazione di Seriate è una stazione ferroviaria posta lungo la linea Lecco-Brescia, a servizio dell'omonimo comune.

## Storia
La stazione fu attivata nel 1857, all'atto di apertura della tratta Coccaglio–Treviglio–Bergamo, che completava il tracciato originario della linea Milano–Venezia. 

## Strutture e impianti

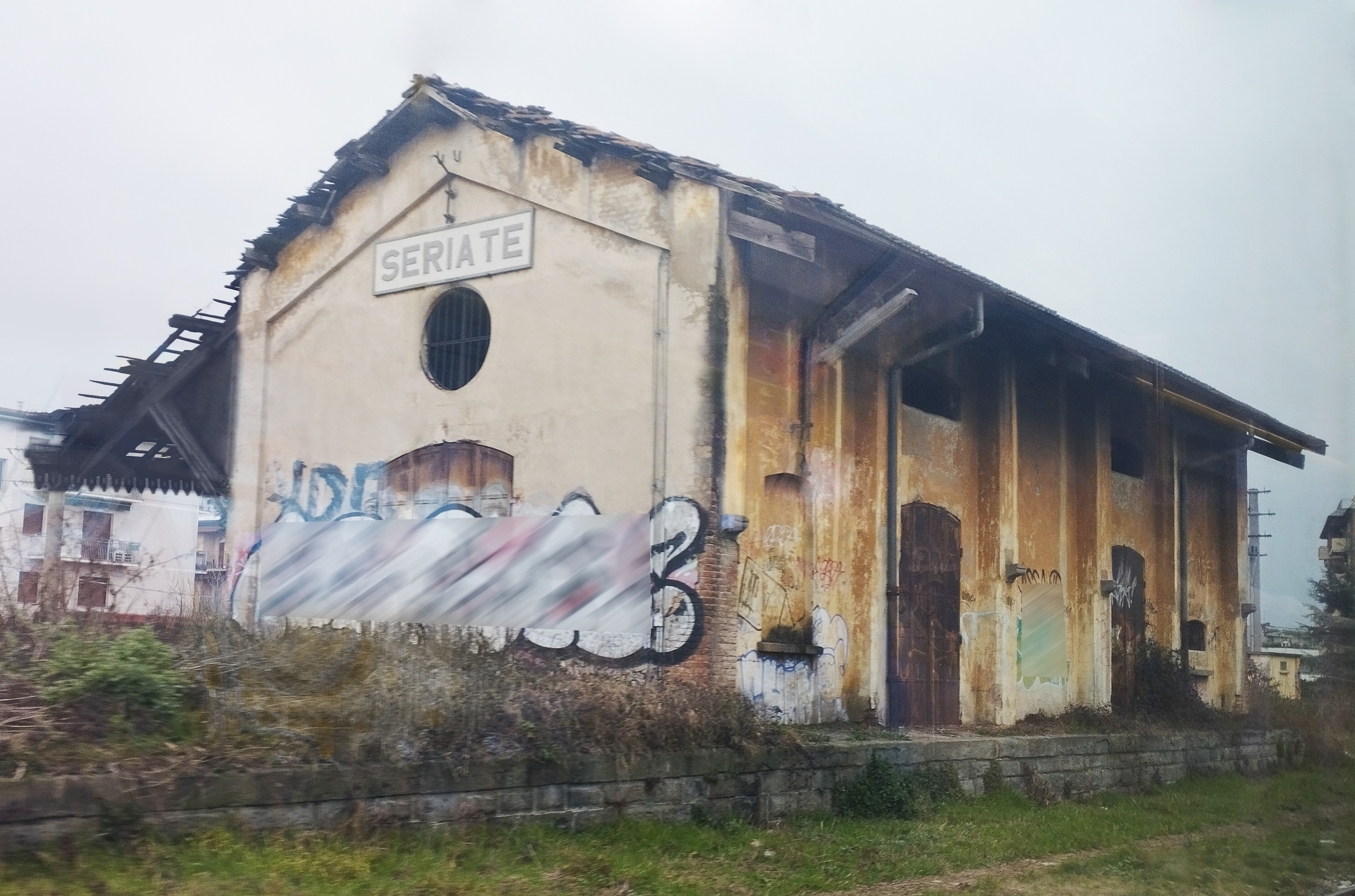
Il magazzino merci

Il fabbricato viaggiatori è un edificio a due livelli in classico stile ferroviario.
Il piazzale è composto da due binari: il primo è di raddoppio, lungo 217 m, mentre il secondo è quello di corsa della linea ferroviaria. I binari sono serviti da altrettante banchine, collegate tra loro da un sottopasso accessibile anche da due linee d'ascensori. Sono presenti anche due pensiline a protezione parziale dei marciapiedi.
Lo scalo merci è in disuso, scollegato dalla rete ferroviaria principale e privato dei suoi binari tronchi. Era dotato di un magazzino e di un piano caricatore.

## Movimento
La stazione è servita dai treni regionali Trenord in servizio sulla tratta Bergamo-Brescia, con un orario cadenzato a frequenza oraria.